# 隘勇制度

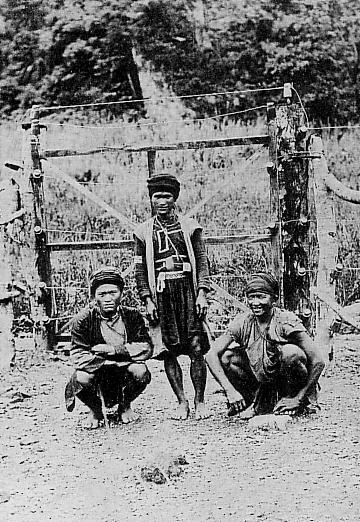
原住民との境界線に設けられた隘勇線

隘勇制度（あいゆうせいど）は、日本統治時代までの台湾に存在した台湾原住民の襲撃に備えるために設けられた一連の防衛組織のことを指す。「隘勇線」とは、先住民族の住む山地を砦と柵で包囲して閉じ込めるものであった。

## 概要
清朝は1683年（康熙22年）に台湾を制圧したが、原住民の居住地域までは実効支配が及ばなかった。1722年（康熙61年）に清朝は「土牛界線」を設け、この境より奥の開拓を禁止した。これが「隘勇線」の起源である。しかしその禁令は守られず、どんどん奥地まで開拓が進められた。
奥地に行くにつれ、原住民の反発が強くなり、度々襲撃されては、首狩り（出草という）の対象になっていた。これらの被害（蕃害という）から身を守るために「隘勇」「隘丁」と呼ばれる自警団が設けられるようになった。
日本統治時代の台湾において、台湾総督府は隘勇制度の必要性を認め、官費で維持されることになった。1905年（明治38年）以降総督府は、台湾原住民に対し厳しい弾圧策をとるようになった。「隘勇線」には、電話線および必要な地点には砲台の設備を設け、高電圧鉄条網、地雷なども使用された。1909年（明治42年）になると、台湾の山地に構築された「隘勇線」は総延長470キロメートルにもなり、ほとんどすべての台湾原住民を山区に押し込めてしまった。また、総督府は、「隘勇線」を圧縮して先住民族の生活圏を狭め、その武装抵抗を誘発した。樟脳の採取により生活圏を荒らされていた原住民側も反乱を起こした。1900年（明治33年）のタイヤル族の反乱、1902年（明治35年）のサイシャット族パアガサン社の反乱、1905年（明治38年）の大豹社の反乱である。1904年（明治37年）の鳳紗山方面の隘勇線圧縮作戦は、「生蕃」を高山に追い上げて食料を断ち、餓死を迫る残酷な作戦だった。1909年（明治42年）には、5カ年計画で軍隊を投入して総攻撃を行い、全島の「隘勇線」を圧縮して包囲網を狭め、「生蕃」を標高3000メートル級の高山が連なる台湾脊梁山系に追いあげ、追いつめ、餓死か降伏かの択一を迫るという作戦を展開した。5年目の1914年（大正3年）には、脊梁山系の西側から台湾守備隊の兵力の大部分を投入し、東側から警察隊を投入し、最後の包囲圧縮を行い）、5カ年計画を終了させた（太魯閣番の役）。なお、「隘勇」の称は1920年（大正9年）に廃止され「警手」となったが、制度そのものは日本統治時代の終結まで続いた。